# Raymond Eid
Raymond Eid (Arabisch: ريمون عيد) (Mazraat ed Daher, 6 augustus 1930 - 11 juni 2012) was een aartsbisschop of eparch van de Maronitische Kerk in Damascus in Syrië.
Eid groeide op in Libanon. Vanaf 1957 was hij priester van de Maronitische Kerk in Libanon, meer bepaald van de eparchie van Sidon. Van 1999 tot zijn aftreden in 2005 was hij eparch van Damascus voor de Maronieten die in de Syrische hoofdstad leven. Damascus is een van de 3 aartsbisdommen van de Maronieten in Syrië.